# گوربریج
گوربریج (به انگلیسی: Gorebridge) یک روستا در بریتانیا است که در میدلودین واقع شده‌است. گوربریج ۵٬۷۷۷ نفر جمعیت دارد.